# Jalaludin Trautmann
Jalaludin Trautmann (* 1981 in London, England) ist ein deutscher Kameramann.

## Leben
Jalaludin Trautmann wuchs in Deutschland auf. Nach einem Studium an der Hochschule für bildende Künste in Braunschweig begann er autodidaktisch seine Karriere als Kameramann für Kurzfilme, Musikvideos und Werbefilme. Außerdem arbeitete er als Kameramann für die 2nd Unit unter Kolja Brandt für Filme wie 300 Worte Deutsch (2013), Nackt unter Wölfen (2015) oder Berlin, I Love You (2019).
2015 gewann er den Deutschen Kamerapreis für den Kurzfilm Sweetheart.
Trautmann lebt in Los Angeles und arbeitet heute vornehmlich in den USA als lichtsetzender Kameramann.

## Filmografie (Auswahl)
Kinofilme:
- 2019: Bruno (Regie: Karl Golden)

Fernsehen:
- 2016: Wir sind die Rosinskis (Fernsehfilm)
- 2019: Familie Wöhler auf Mallorca (Fernsehfilm)
- 2019–2021: Fear the Walking Dead (Fernsehserie, 17 Folgen)
- 2020: The Walking Dead (Fernsehserie, 3 Folgen)
- 2021: American Horror Stories (Fernsehserie, 1 Folge – „Additional Cinematography“)
- 2022: Mike (Fernsehserie, 2 Folgen)
- 2022: Tulsa King (Fernsehserie, 4 Folgen)

## Auszeichnungen
- 2015: Deutscher Kamerapreis in der Kategorie Kurzfilm für Sweetheart